# The Land Before Time II: The Great Valley Adventure
The Land Before Time II: The Great Valley Adventure (bra: Em Busca do Vale Encantado II: A Grande Aventura do Vale) é um filme musical americano de ação e aventura de 1994 lançado diretamente em vídeo, dirigido por Roy Allen Smith, é o segundo filme e uma sequência do filme de animação irlandês americano de 1988 Em Busca do Vale Encantado, que foi produzido pela Amblin Entertainment e Sullivan Bluth Studios. Foi lançado seis anos após o original e foi o primeiro da série a ser uma produção direta em vídeo.
A Grande Aventura do Vale também é o primeiro filme lançado direto em vídeo da franquia. A partir deste filme o tom, a ação e o enredo do filme se tornaram muito mais suavizados e lentos que o original passando a apresentar cenas musicais, a fim de atrair um público mais orientado para a pré-escola. Após o lançamento do filme, sequências subsequentes da série foram lançadas quase que todos os anos até 2007, com um último filme saindo em 2016.

## Enredo
Logo após os eventos do primeiro filme, Littlefoot e seus quatro amigos estão vivendo felizes em sua nova casa no Grande Vale, sob os olhos atentos de suas famílias. Um dia, a turma tenta chegar à grama do abrigo para brincar, mas acabam caindo em areia movediça. Os adultos os resgatam e depois os castigam por tentarem atravessar a areia movediça. Durante a noite seguinte, as crianças têm uma reunião secreta e decidem que precisam provar que estão maduros fugindo por um tempo para o Além Misterioso, nos arredores do vale.
Antes de saírem, eles notam dois ladrões sorrateiros de ovos que recentemente se mudaram para o vale, roubando um ovo do ninho da mãe de Patassaura. Um é irritadiço Ozzy, que é o líder dos dois, e o outro é Strut, que é o segundo em comando de Ozzy. As crianças perseguem os ladrões de ovos no Além Misterioso. Durante um deslizamento de terra que deixa uma abertura na Grande Muralha ao redor do Vale, os cinco são enviados para o Além Misterioso, enquanto o ovo rola em segurança de volta ao ninho. No Além Misterioso, os cinco encontram outro ovo maior e o confundem com o verdadeiro.
A turma transporta o ovo para o vale e, mesmo depois de encontrarem o ovo verdadeiro no ninho de Patassaura, eles decidem chocá-lo. O ovo finalmente choca, revelando um bebê Dente Afiado. Os amigos de Littlefoot fogem, porém Littlefoot acaba ficando e percebe que o bebê Dente Afiado ainda não é perigoso. Littlefoot tenta aumentar o filhote nas folhas; embora isso falhe, o filhote, a quem Littlefoot chama de "Chomper", fica satisfeito com uma dieta de insetos. Littlefoot ouve seus amigos pedindo ajuda, enquanto Ozzy e Strut os estão atacando por vingança por frustrar seus planos de roubo na noite anterior. A sombra de Chomper assusta Ozzy e Strut, pois eles o confundem com um dente afiado adulto. O resto da turma conhece Chomper e eles o aceitam como parte do grupo até que ele morde Saura por instinto. Eles dizem a Chomper que isso é considerado mau comportamento no Grande Vale, e ele foge como resultado. Os outros o seguem até um vulcão, onde Ozzy e Strut atacam as crianças novamente.
Chomper mais uma vez vem em socorro, mordendo o rabo de Strut. O vulcão então entra em erupção com a lava escorrendo lentamente no caminho das crianças. Littlefoot empurra uma árvore sobre um desfiladeiro para fazer uma ponte para ele e os outros escaparem da lava. Ozzy cai no canyon enquanto tenta atravessar, e Strut salta atrás dele. Uma vez atravessados, o jovem grupo encontra dois Dentes Afiados adultos, que conseguiram entrar no Vale pela abertura na Grande Muralha, do outro lado. Eles escapam dos Dentes Afiados inicialmente, mas os encontram várias vezes. Eventualmente, toda a população do Grande Vale afugenta os Dentes Afiados e as crianças voltam para suas famílias, mas Chomper se sente deixado de fora e foge novamente. Os adultos perguntam como os Dentes Afiados entraram no vale, levando as crianças a explicar sua aventura na noite anterior e o deslizamento de terra que resultou. Percebendo que o deslizamento de terra criou uma abertura usada pelos Dentes Afiados para obter acesso ao Vale, os adultos partiram para elaborar um plano para fechar a abertura definitivamente, dizendo às crianças para ficarem para trás.
Littlefoot corre para a floresta para encontrar Chomper. Depois de encontrá-lo, eles são perseguidos e encurralados pelos dois Dentes Afiados novamente. Chomper ruge para eles, e eles o reconhecem como filho e partem com ele. Littlefoot é então sequestrado por Ozzy e Strut, que sobreviveram à queda no canyon e agora planejam matar Littlefoot jogando-o fora da Grande Muralha, um plano traçado por Strut, para grande surpresa de Ozzy. Porém, Chomper ouve Littlefoot gritando enquanto Ozzy e Strut tentam executar seu plano assassino. Chomper leva seus pais para a localização de Littlefoot e tenta intervir, mas não consegue. Strut agarra Chomper pela garganta, e ele e Ozzy estão prontos para matá-lo também. No entanto, os pais de Chomper resgatam Chomper e, sem saber, fazem o mesmo por Littlefoot, e eles finalmente perseguem Ozzy e Strut no Além Misterioso. Depois que eles se despedem, Chomper (agora que seus pais se foram do vale e perseguiram Ozzy e Strut) segue seus pais. Littlefoot retorna ao Vale, posteriormente ajudando os adultos a selar a entrada (fechando-a para sempre) entre o Vale e o Além Misterioso.
Depois, Littlefoot diz a seus avós que ser jovem não é tão ruim, mas decide que ainda está ansioso para crescer. Um epílogo aparece nos créditos finais em que os irmãos Saura, Spike, Patassaura e Petrúcio eclodiram, enquanto Littlefoot, Saura, Patassaura, Petrúcio e Spike cantam uma reprise triunfante (uma reprise prolongada) da música "Peaceful Valley". O filme termina com a turma e seus irmãos correndo para a câmera (terminando a última letra da música) nos créditos finais.

## Produção
Em julho de 1993, o Universal Cartoon Studios anunciou que uma sequência direta para vídeo de The Land Before Time estava em desenvolvimento. A data de lançamento não foi definida naquele momento.

## Recepção
Em 2011, a Total Film a classificou o filme entre os "50 Piores Filmes Infantis". Em agosto de 2014, o New York Post classificou cada um dos 13 filmes de Em Busca do Vale Encantado lançados até aquele momento e colocou A Grande Aventura do Vale em número 5. O New York Post escreveu que de cada filme, A Grande Aventura do Vale "fez o melhor trabalho em manter um pouco do clima mais sombrio do filme original enquanto ampliou seu humor para o público mais jovem. Mas também foi responsável por apresentar o formato musical, então, péssimo". O filme recebeu uma indicação para "Melhor Produção Animada para Vídeo" no 23º Annie Awards em 1995, perdendo para The Gate to the Mind's Eye.